# Senyu
Senyu. (яп. 戦勇。 Сэнъю:) — веб-манга, написанная и проиллюстрированная Харухара Робинсоном.

## Сюжет
Однажды в мире появилась гигантская расщелина, из которой хлынули толпы демонов. Король решил, что виной тому является пробуждение повелителя демонов Рхимеда, побеждённого и запечатанного тысячу лет назад легендарным героем Креашионом. И посему собрал король 75 возможных потомков его и послал на поиски Рхимеда, дабы победить демонов и спасти мир. Произведение повествует о приключениях героя под номером 45 Альбы и сопровождающего его королевского солдата Росса.

## Персонажи
Альба Фрюлинг (яп. アルバ・フリューリング Аруба Фурю:рингу)
— является ключевым персонажем произведения. Герой под номером 45, путешествует вместе с королевским солдатом Россом. Решительный и трудолюбивый, но во многом беспомощный и бесполезный. После ухода Росса посвящает себя тренировкам и борьбе с монстрами, а на своём поясе начинает носить его алый шарф, благодаря чему получает прозвище «алый хвост» (с яп. — «赤い尻尾»). Со временем находит манамейкер-кун, который позволяет ему использовать магию. Его имя означает «рассвет» (итал. Alba), а фамилия — «весна» (нем. Frühling).
Сэйю: Хиро Симоно.
Росс (яп. ロス Росу)
— настоящее имя Шион (яп. シオン Сион). Также известен как легендарный герой Креашион, запечавший тысячу лет назад своего отца, повелителя демонов Рхимеда. Взял себе это имя в честь своего лучшего друга. Как королевский солдат путешествует с героем Альбой, над которым постоянно издевается. В будущем становится наставником Альбы и помогает ему изучать магию.
Сэйю: Юити Накамура.
Руки (яп. ルキ Руки)
— третий повелитель демонов. Пытаясь приготовить попкорн, случайно выпустила множество монстров из демонического мира в человеческий. Отправилась в путешествие, чтобы вернуть двенадцать великих демонов, само присутствие которых негативное сказывается на людях. Владеет магией телепортации, которая имеет побочный эффект — ломает рёбра прошедшим через портал, если те не надели специальный защитный костюм.
Сэйю: Аи Каяно.

## Медиа-издания

### Манга
Веб-манга Senyu. публиковалась с 27 августа 2010 года по 27 февраля 2015 года на сайте niconico. Включает в себя 4 тома. Название происходит от слияния слов солдат (яп. 戦士 Сэнcи) и герой (яп. 勇者 Ю:ся). Альтернативная версия под названием Senyu. SQ была издана в журнале Jump Square в двух томах 9 декабря 2012 года и 9 июля 2013 года. С 21 августа 2013 года по 1 марта 2017 года переиздавалась в печатном виде под названиями Senyuu. Main Quest. Имеет 2 ваншота.

### Аниме
По манге снят аниме-сериал, состоящий из двух сезонов. Выходил с 8 января по 24 сентября 2013 года. Выпущен студиями Liden Films и Ordet. Режиссёром является Ютака Ямамото, а сценаристом — Митико Ёкотэ. Транслировался на канале ТВ Токио.
| Список серий «Senyu.» | Список серий «Senyu.»                                                 | Список серий «Senyu.» |
| Номер                 | Название                                                              | Дата выхода в Японии  |
| Первый сезон          | Первый сезон                                                          | Первый сезон          |
| --------------------- | --------------------------------------------------------------------- | --------------------- |
| 01                    | Герой, отправляется в путешествие. «Ю:ся, Табидацу.» (勇者、旅立つ。) | 8 января 2013 года    |
| 02                    | Герой, случайно встречается. «Ю:ся, Дэау.» (勇者、出会う。)           | 15 января 2013 года   |
| 03                    | Герой, сожалеет. «Ю:ся, Куяму.» (勇者、悔やむ。)                      | 22 января 2013 года   |
| 04                    | Герой, тревожится. «Ю:ся, Асэру.» (勇者、焦る。)                      | 29 января 2013 года   |
| 05                    | Герой, воодушевлён. «Ю:ся, Фуруитацу.» (勇者、奮い立つ。)             | 5 февраля 2013 года   |
| 06                    | Герой, в бегах. «Ю:ся, Какэру.» (勇者、駆ける。)                      | 12 февраля 2013 года  |
| 07                    | Герой, шокирован. «Ю:ся, Синкансу.» (勇者、震撼す。)                  | 19 февраля 2013 года  |
| 08                    | Герой, утомлён. «Ю:ся, Хихэисуру.» (勇者、疲弊する。)                 | 26 февраля 2013 года  |
| 09                    | Герой, растерян. «Ю:ся, Конвакусуру.» (勇者、困惑する。)              | 5 марта 2013 года     |
| 10                    | Герой, потрясён. «Ю:ся, Кё:гакусуру.» (勇者、驚愕する。)              | 12 марта 2013 года    |
| 11                    | Герой, подавлен. «Ю:ся, Мэиру.» (勇者、滅入る。)                      | 19 марта 2013 года    |
| 12                    | Герой, в смятении. «Ю:ся, Конрансуру.» (勇者、混乱する。)             | 26 марта 2013 года    |
| 13                    | Герой, остался позади. «Ю:ся, Нокосарэру.» (勇者、残される。)         | 2 апреля 2013 года    |
| Второй сезон          |                                                                       |                       |
| 14                    | Герой, в печали. «Ю:ся, Омоинаяму.» (勇者、思い悩む。)                | 2 июля 2013 года      |
| 15                    | Герой, ошеломлён. «Ю:ся, Адзэнтосуру.» (勇者、唖然とする。)           | 9 июля 2013 года      |
| 16                    | Герой, готов действовать. «Ю:ся, Хамэрарэру.» (勇者、嵌められる。)    | 16 июля 2013 года     |
| 17                    | Герой, удручён. «Ю:ся, Атто:сарэру.» (勇者、圧倒される。)             | 23 июля 2013 года     |
| 18                    | Герой, трепещет. «Ю:ся, Сэнрицусуру.» (勇者、戦慄する。)              | 30 июля 2013 года     |
| 19                    | Герой, онемел. «Ю:ся, Дзэккусуру.» (勇者、絶句する。)                 | 6 августа 2013 года   |
| 20                    | Герой, молчит. «Ю:ся, Тинмокусуру.» (勇者、沈黙する。)                | 13 августа 2013 года  |
| 21                    | Герой, преображён. «Ю:ся, Хэмбо:суру.» (勇者、変貌する。)             | 20 августа 2013 года  |
| 22                    | Герой, воссоединён. «Ю:ся, Саикаисуру.» (勇者、再会する。)            | 27 августа 2013 года  |
| 23                    | Герой, погибает. «Ю:ся, Цукиру.» (勇者、尽きる。)                     | 3 сентября 2013 года  |
| 24                    | Герой, высвобождает. «Ю:ся, Токиханацу.» (勇者、解き放つ。)           | 10 сентября 2013 года |
| 25                    | Герой, решается. «Ю:ся, Кэцуисуру.» (勇者、決意する。)                | 17 сентября 2013 года |
| 26                    | Герой, возвращается. «Ю:ся, Кикансуру.» (勇者、帰還する。)            | 24 сентября 2013 года |